# 吉川武男
吉川 武男（よしかわ たけお、1942年 - ）は、日本の会計学者。横浜国立大学名誉教授、エジンバラ大学客員研究員、バランススコアカード研究会学術顧問。栃木県出身。
専門分野は原価計算と管理会計。所属学会は、日本原価計算研究学会、日本会計研究学会、日本管理会計学会。1996年〜1999年は公認会計士二次試験委員を務めていた。2021年、瑞宝中綬章受章。

## 学歴
- 1966年 青山学院大学経済学部卒業
- 1968年 青山学院大学大学院経済学研究科修士課程修了
- 1972年 米国ウィスコンシン大学大学院経営学部卒業（MS取得）
- 1974年 青山学院大学大学院経済学研究科博士課程修了

## 著書
- 『企業経営とコスト』（共著、生産性出版、1993）
- 『リストラ／リエンジニアリングのためのABCマネジメント』（共著、中央経済社、1994）
- 『Activity Costing for Engineers』（共著、Research Studies Press、1994）
- 『増益に直結する固定費の管理』（中央経済社、1996）
- 『金融機関のABCマネジメント』（編著、東洋経済新報杜、1999）
- 『バランス・スコアカード入門』（生産性出版、2001）
- 『Strategic Value Analysis』（共著、Financial times、2002）
- 『バランス・スコアカード構築』（生産性出版、2003）
- 『バランス・スコアカード導入ハンドブック』（共著、東洋経済新報社、2003）
- 『よくわかるバランス・スコアカード入門』（unit1、2）（監修執筆、PHP研究所、2003）
- 『バランス・スコアカードの知識』（日本経済新聞社、2006）

## 主な監訳書
- 『経営戦略支援システム』（訳、日経BP社、1989）
- 『バランス・スコアカード』（訳、生産性出版、1997）
- 『戦略的バランス・スコアカード』（訳、生産性出版、2000）
- 『実践バランス・スコアカード経営』（訳、生産性出版、2005）
- 『行政・非営利組織のバランス・スコアカード』（監訳、生産性出版、2006）